# أبو الحسين بن هند
أبُو الْحُسَيْن بن هِنْد، واسمه عَليّ بن هِنْد الْفَارِسِي الْقرشِي، أحد علماء أهل السنة والجماعة ومن أعلام التصوف السني في القرن الرابع الهجري، وصفه أبو عبد الرحمن السلمي[ ؟ ] بأنّه: «من كبار مَشَايِخ الْفرس[ ؟ ] وعلمائهم، كانَ لَهُ الْأَحْوَال الْعَالِيَة والمقامات الزكية»، صحب جعفراً الْحذاء وَمن فَوْقه من الْمَشَايِخ بِفَارِس، وَصَحب أَيْضا الْجُنَيْد وعمراً الْمَكِّيّ وَمن فِي طبقتهم.

## من أقواله
- المتمسك بِكِتَاب الله هُوَ الملاحظ للحق على دوَام الْأَوْقَات والمتمسك بِكِتَاب الله لَا يخفى عَلَيْهِ شَيْء من أُمُور دينه ودنياه بل يجْرِي فِي أوقاته على الْمُشَاهدَة لَا على الْغَفْلَة يَأْخُذ الْأَشْيَاء من مَعْدِنهَا ويضعها فِي مَعْدِنهَا.[1]
- استرح مَعَ الله وَلَا تسترح عَن الله فَإِن من استراح مَعَ الله نجا وَمن استراح عَن الله هلك والاستراحة مَعَ الله تروح الْقلب بِذكرِهِ والاستراحة عَن الله مداومة الْغَفْلَة.[3]
- من أكْرمه الله تَعَالَى بِمَعْرِفَة الْحُرْمَة والاحترام للأكابر أوقع حرمته فِي قُلُوب الْخلق وَمن حرم ذَلِك نزع الله حرمته من قُلُوبهم فَلَا ترَاهُ إِلَّا ممقوتا وَإِن حسنت أخلاقه وصلحت أَحْوَاله لِأَن النَّبِي ﷺ يَقُول: «من تَعْظِيم جلال الله إكرام ذِي الشيبة الْمُسلم».[3]
- القلوب أوعية وظروف وكل وعاء وظرف لنوع من المحمولات فقلوب الأولياء أوعية المعرفة وقلوب العارفين أوعية المحبة وقلوب المحبين أوعية الشوق وقلوب المشتاقين أوعية الأنس ولهذه الأحوال آداب من لم يستعملها في أوقاتها هلك من حيث يرجو به النجاة.[2]